# Pilot serialu
Pilot serialu, odcinek pilotowy, odcinek pilotujący lub odcinek pilotażowy – najczęściej pojedynczy, próbny odcinek serialu telewizyjnego, w który stacja telewizyjna zamierza zainwestować (najczęściej zostać jego producentem, a następnie go emitować).
Zainteresowanie pilotem wyrażone w jego oglądalności przesądza o dalszej inwestycji w serial. Nie każdy serial rozpoczyna się odcinkiem pilotażowym. Bywa także, że pilot serialu kręcony jest wraz z pierwszą serią i stanowi wprowadzenie do opowiadanej historii (nie służy zmierzeniu zainteresowania).